# Surgical Meth Machine
Surgical Meth Machine es una banda estadounidense de Metal Industrial formada en el año 2015 en California. Fue fundada por el vocalista de Ministry, Al Jourgensen, quien más tarde contrataría a Sam D'Ambruoso. Al Jourgensen es quien se encarga de todos los instrumentos (bajo, guitarra y voz), mientras que Sam D'Ambruoso es quien se encarga de la batería programada. En el año 2015 firmaron por el sello alemán Nuclear Blast Records y el 15 de abril de 2016 lanzan su álbum debut homónimo, Surgical Meth Machine.

## Historia
La banda fue formada el 26 de febrero de 2015 por Al Jourgensen, vocalista de Ministry, quien más tarde reclutaría a Sam D'Ambruoso (quien participó en algunos discos de Ministry). La intención de Jourgensen de crear este proyecto era traspasar las ideas que tenía pensado en futuros álbumes de Ministry a su nuevo proyecto.

## Firma con Nuclear Blast y álbum debut
Después de que se haya formado la banda, firmaron con el sello alemán Nuclear Blast Records y a mitad de ese mismo año empezaron a grabar lo que sería su álbum debut homónimo. El 15 de abril se lanzó su debut homónimo Surgical Meth Machine. Después del lanzamiento del álbum de inmediato recibió críticas favorables y hasta los críticos tacharon al álbum como metal industrial, speed metal hasta rock psicodélico.

## Miembros
- Al Jourgensen - voz, guitarra y bajo.
- Sam D'Ambruoso - batería programada.

## Discografía
- 2016: Surgical Meth Machine